# Marija z otrokom in svetniki (Vittore Carpaccio)
Marija z otrokom in svetniki je slika renesančnega umetnika Vittoreja Carpaccia, naslikana na platnu z oljnimi barvami iz leta 1516 z merami 350x240 cm. Slika je bila v oltarju sv. Roka v koprski stolnici, naročnik slike je bila bratovščina sv. Roka. Trenutno je v restavriranju, visi v stolnici na južni steni oltarnega dela. Na sliki najdemo Marijo na prestolu z otrokom ter svetnike.

## Zgodovina
Prvo delo, ki ga je Carpaccio izdelal v Kopru je tudi razlog njegovega prihoda v mesto. Leta 1516 je na področju Istre ustvaril prvo sliko, kar je vplivalo tudi na poznejša dela. Koprsko stolnico Marijinega Vnebovzetja je tega leta obogatil z oltarno palo Madonna na prestolu s svetniki. Slika se še danes nahaja v cerkvi, vendar ne v prvotnem stanju, saj je edikula v kateri je slika stala bila odstranjena.  Prvotno je slika imela reljefni okvir in na ostankih okvirja so vidni grbi družin Cappello in Contarini, ki so bili naročniki oltarne pale.

## Motiv
Gre za popularen renesančni ikonografski motiv Sacra conversazione oz. Sveti razgovor, kjer Marija z Detetom (Jezusom) sedi na prestolu pod arhitekturno nišo ali baldahinom ter jo obdajajo svetniki. Poudarek je na pogovoru, ki zbližuje Marijo in svetnike – ustvarja bolj intimno vzdušje.

## Zgled
Carpaccio se je pri zasnovi tega dela zgledoval po Giovanniju Belliniju in njegovih oltarnih palah. Zasnova za sliko je enaka kot Bellinijeva pala sv. Zaharija, le, da sv. Zaharija v Kopru zamenja Hiernonim. Mariji družbo delajo svetniki Hieronim, Rok, Boštjan, Jožef ter Nazarij, ki kot patron Kopra drži v roki maketo mesta. Igrajočega angela pod Marijinimi nogami je mojster prevzel iz svojega zgodnejšega dela Predstavitev v templju (1510). Med drugimi detajli slike lahko opazimo, da svetnik Sv. Rok v roki drži palico, na kateri je klobuk. Svetnik Sebastijan pa je preboden s puščicami.
Beneške značilnosti so razvidne tudi v arhitekturi. Oboki, stebri, kapitelj in strop upodabljajo značilnosti, ki jih lahko najdemo v beneških cerkvah iz tistega obdobja. 